# نشکا روبوا
نشکا روبوا (به انگلیسی: Neshka Robeva) ژیمناست زادهٔ ۲۶ مهٔ ۱۹۴۶ میلادی اهل کشور بلغارستان است.